# Distretto di Béni Abbès
Il distretto di Béni Abbès è un distretto della provincia di Béni Abbès, in Algeria, con capoluogo Béni Abbès.